# Musikschule Bochum
Die Musikschule Bochum wurde 1967 gegründet und ist eine Behörde der Stadt Bochum. Sie ist eine der größten von etwa 1.000 Musikschulen, die Mitglied im Verband deutscher Musikschulen sind. Von der Musikschule Bochum werden etwa 8.000 Kinder, Jugendliche und Erwachsene unterrichtet. Das Alterspektrum reicht von 18 Monaten (im Programm „Musikwichtel“) bis hin zu 79 Jahren (Stand: 2006). Die 150 Lehrer erteilen jährlich etwa 80.000 Unterrichtsstunden. Die Musikschule verfügt über eine Zentrale in der Innenstadt und mehrere Außenstellen im Stadtgebiet:
1. in der Heinrich-Böll-Gesamtschule in Bochum-Hofstede
2. in der Hans-Christian-Andersen-Schule in Bochum-Gerthe
3. in der ehemaligen Kirchschule in Bochum-Langendreer
4. in Bochum-Stiepel
5. in einer ehemaligen Volksschule in Bochum-Linden
6. in der Hufelandschule, in der Waldschule und in einem Raum im Uni-Center in Bochum-Querenburg
7. in Bochum-Wattenscheid

Die jährlichen Kosten von 5 Millionen Euro werden zu 68 % von der Stadt Bochum, zu 31 % über das Schulgeld und zu 1 % vom Land Nordrhein-Westfalen getragen.